# Stuoredukkejaure
Stuoredukkejaure är en sjö i Sorsele kommun i Lappland och ingår i Umeälvens huvudavrinningsområde. Sjön har en area på 0,55 kvadratkilometer och ligger 650,4 meter över havet. Stuoredukkejaure ligger i Vindelfjällen Natura 2000-område.

## Delavrinningsområde
Stuoredukkejaure ingår i det delavrinningsområde (733966-149102) som SMHI kallar för Utloppet av Stuoredukkejaure. Medelhöjden är 713 meter över havet och ytan är 4,3 kvadratkilometer. Det finns inga avrinningsområden uppströms utan avrinningsområdet är högsta punkten. Vattendraget som avvattnar avrinningsområdet har biflödesordning 4, vilket innebär att vattnet flödar genom totalt 4 vattendrag innan det når havet efter 452 kilometer. Avrinningsområdet består mestadels av skog (67 procent) och kalfjäll (20 procent). Avrinningsområdet har 0,55 kvadratkilometer vattenytor vilket ger det en sjöprocent på 12,9 procent.